# Maid in Japan
Maid in Japan è il primo album in studio del gruppo musicale femminile giapponese Band-Maid, pubblicato nel 2014.

## Tracce
Testi di Kentarō Akutsu, eccetto dove indicato.
1. Be OK – 4:13 (musica: Akutsu)
2. Ever Green – 3:43 (musica: Masahiko Fukui)
3. Key – 3:40 (musica: Akutsu)
4. Bye My Tears – 3:12 (musica: Akutsu)
5. Knockin' on Your Heart – 3:52 (musica: Fukui)
6. Big Dad – 3:26 (testo: G-YUNcoSANDY, Akutsu – musica: Fukui)
7. Yoake mae (夜明け前) – 3:29 (musica: Fukui)
8. Forward – 4:49 (musica: Akutsu)

Tracce Bonus - Reissue
1. Ai to Jōnetsu no Matador (愛と情熱のマタドール) – 3:18 (musica: Akutsu)
2. Summer Drive – 4:24 (musica: Akutsu)

## Formazione
- Saiki Atsumi – voce
- Miku Kobato – chitarra, voce (6)
- Kanami Tōno – chitarra
- Misa – basso
- Akane Hirose – batteria